# Lipoptena rusaecola
Lipoptena rusaecola är en tvåvingeart som beskrevs av Joseph Charles Bequaert 1942. Lipoptena rusaecola ingår i släktet Lipoptena och familjen lusflugor. Inga underarter finns listade i Catalogue of Life.